# Bau- und Liegenschaftsbetrieb Nordrhein-Westfalen
Der Bau- und Liegenschaftsbetrieb NRW (BLB NRW) ist der landeseigene Immobiliendienstleister Nordrhein-Westfalens. Er bewirtschaftet, plant, baut und verwertet Immobilien für das Land NRW. Im Wege der Organleihe erbringt der BLB NRW darüber hinaus innerhalb NRWs bauliche Dienstleistungen für den Bund.

## Organisation
Der Bau- und Liegenschaftsbetrieb NRW (BLB NRW) ist ein teilrechtsfähiges Sondervermögen des Landes Nordrhein-Westfalen mit eigener Wirtschafts- und Rechnungsführung; er kann im Rechtsverkehr unter seinem Namen handeln, klagen und verklagt werden. Mit seiner Gründung durch das BLB-Gesetz zum Jahr 2001 hat der BLB NRW die im Eigentum des Landes Nordrhein-Westfalen stehenden Liegenschaften – mit Ausnahme einiger Sonderliegenschaften – zur Bewirtschaftung übertragen bekommen. Die Arbeit des Betriebes erstreckt sich auf den Lebenszyklus der Immobilien und unterstützt die baupolitischen und energetischen Ziele des Landes Nordrhein-Westfalen. Mit Hilfe des BLB NRW soll der Verbrauch von Flächen, Energie und sonstigen Ressourcen reduziert und der Haushalt entlastet werden. Das Ministerium der Finanzen des Landes Nordrhein-Westfalen führt die Dienst- und Fachaufsicht über den BLB NRW. Zudem bestellt es die Mitglieder des Verwaltungsrates. Im Rahmen des Bundesbaus arbeitet der BLB NRW als baudurchführende Ebene und wird von der Oberfinanzdirektion Nordrhein-Westfalen beaufsichtigt.

### Größe des Betriebs
2760 Menschen sind beim BLB NRW beschäftigt. Sie bewirtschaften rund 4.100 Gebäude. Insgesamt vermietet der BLB NRW rund 10,3 Millionen Quadratmeter Mietfläche an seine Nutzer. Die Leerstandsquote nach der Gesellschaft für Immobilienwirtschaftliche Forschung beträgt 0,39 Prozent. In seiner Bilanzsumme von 9,4 Milliarden Euro weist der BLB NRW ein Anlagevermögen von rund 8,4 Milliarden Euro aus. In Bau- und Instandhaltungsmaßnahmen investiert das Unternehmen jährlich knapp eine Milliarde Euro (Stand 31. Dezember 2021).

### Standorte

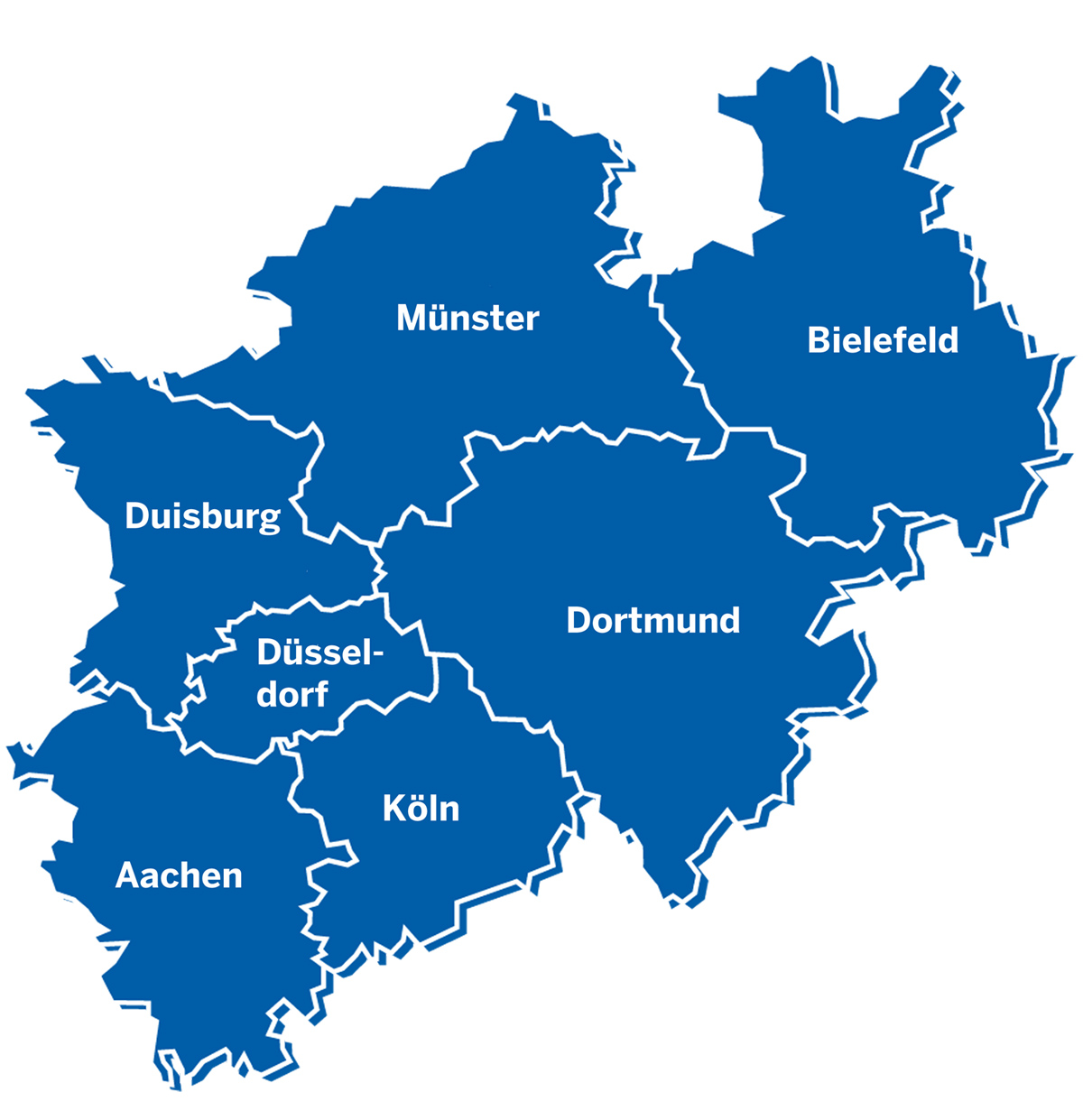
Die sieben Niederlassungsgebiete des BLB NRW
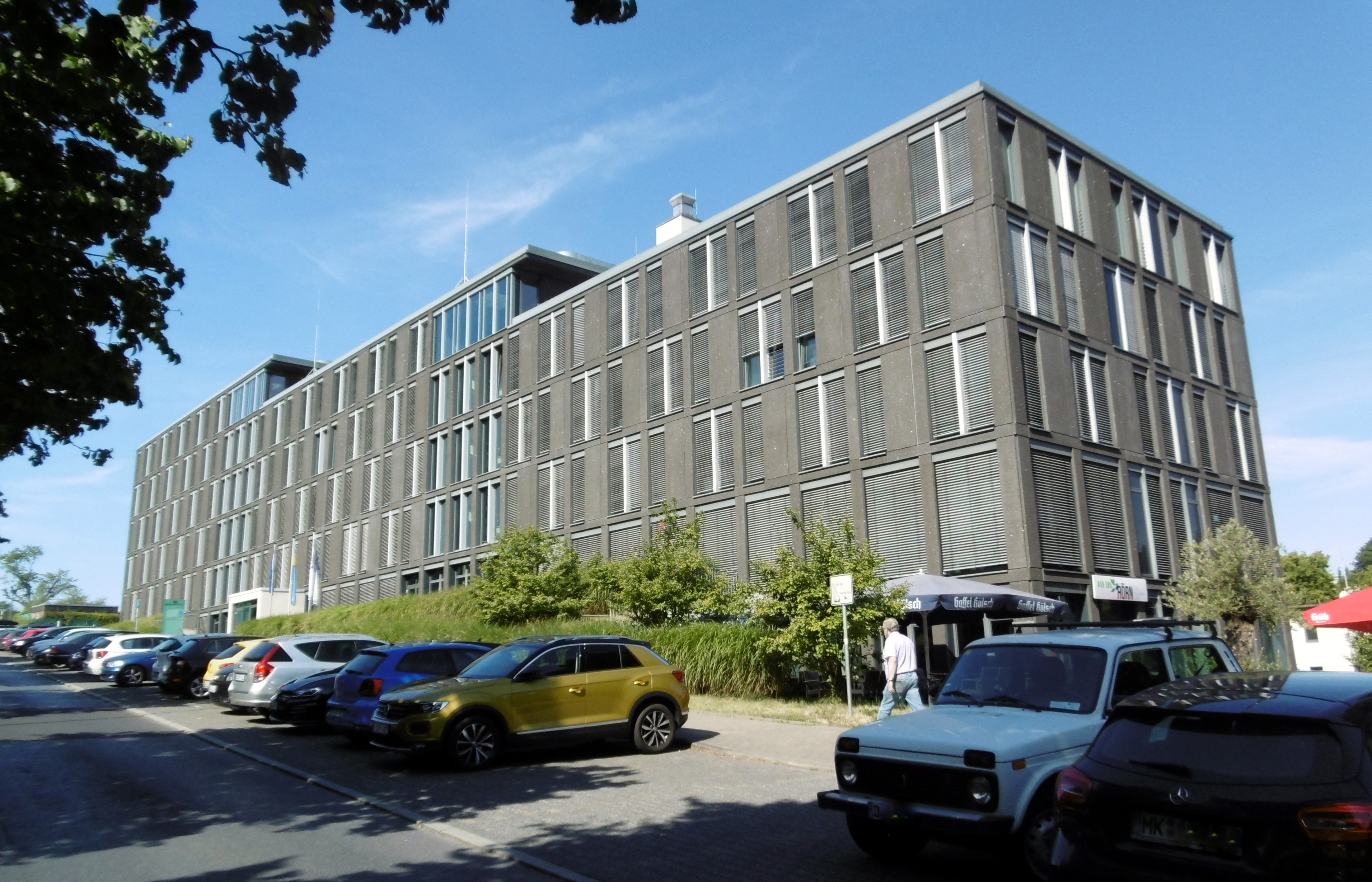
Niederlassung Aachen
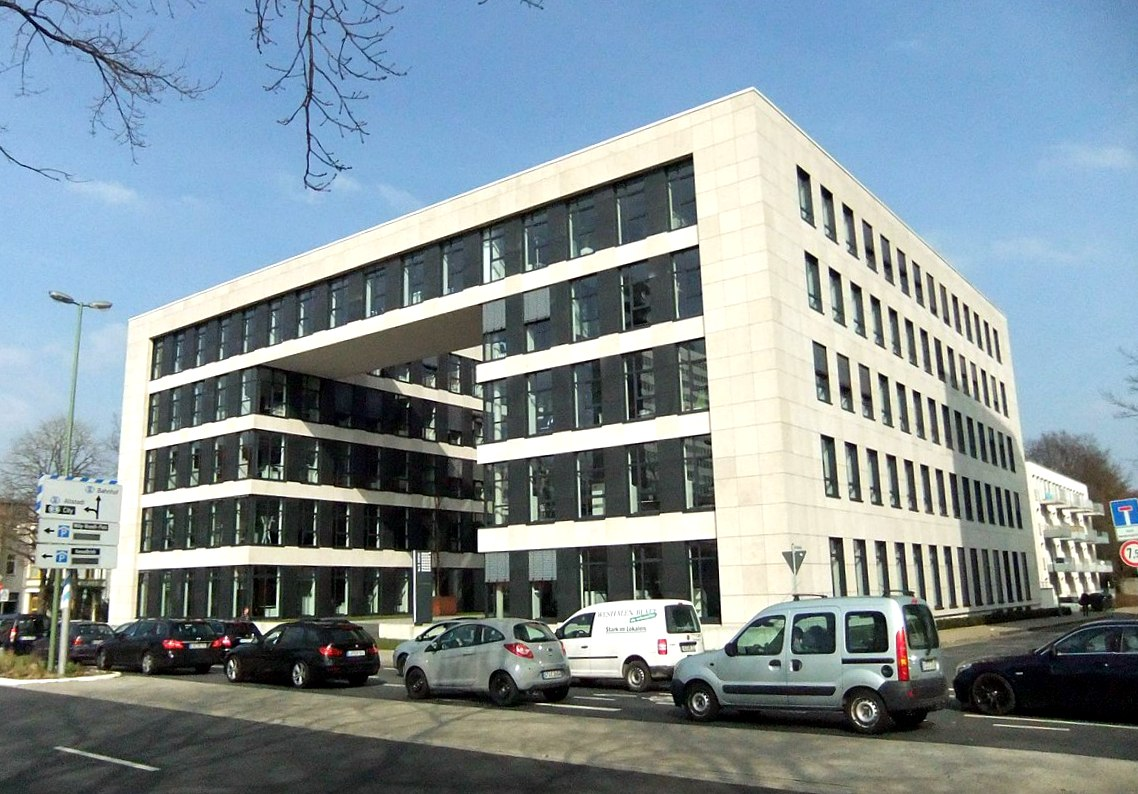
Niederlassung Bielefeld

Gesteuert wird das Unternehmen durch die Zentrale in Düsseldorf. Das operative Geschäft leistet der BLB NRW aus seinen sieben Niederlassungen in Nordrhein-Westfalen: Aachen, Bielefeld, Dortmund, Düsseldorf, Duisburg, Köln und Münster. Der Lichthof in Gelsenkirchen ist die hauseigene Weiterbildungseinrichtung, welche auch weiteren Landesbehörden und öffentlichen Einrichtungen zur Verfügung steht. Der heutige Lichthof beherbergte ehemals das Maschinenhaus der Zeche Rheinelbe.

### Grundlagen
Das nordrhein-westfälische Immobilienmanagement basiert auf dem Mieter-Vermieter-Modell. Der Bau- und Liegenschaftsbetrieb NRW vermietet seine Gebäude an Hochschulen, Justiz, Justizvollzug, Polizei, Finanzverwaltung, Ministerien und Landesbehörden sowie weitere Nutzer aus der nordrhein-westfälischen Landesverwaltung, die ihm dafür eine Miete bezahlen. Die Mieter sind nicht an den BLB NRW gebunden, sondern können auf Angebote auf dem freien Markt zurückgreifen. Ihr Mietbudget wird ihnen aus dem Landeshaushalt zur Verfügung gestellt. Durch das landesinterne Mietverhältnis wird die jährliche Immobiliennutzung des Landes bezifferbar und transparent.

## Aufgaben

### Bewirtschaften
Als Vermieter erbringt der BLB NRW für seine Kunden technische und infrastrukturelle Facility-Management-Leistungen. Dazu gehören Dienstleistungen wie Gebäudereinigung, Hausmeisterdienste und Inspektion, aber auch Wartungs- und Instandsetzungsarbeiten sowie Sanierungsmaßnahmen, die zum Teil unter Berücksichtigung von Denkmalschutz und -pflege durchgeführt werden. Für die Mieter aus der Landesverwaltung nimmt der BLB zudem die aus der Betreiberverantwortung resultierenden Aufgaben der Prüfung und Wartung von technischen Anlagen wie Fahrstühle und Heizungsanlagen wahr. Hochschulen und Unikliniken sind für den Betrieb ihrer Gebäude i. d. R. selbst verantwortlich.

### Planen und Bauen
Vorhandene und bei Bedarf neu erworbene Liegenschaften entwickelt der BLB NRW durch Planungs- und Bauleistungen. Einen Schwerpunkt bei den Bau- und Sanierungsmaßnahmen bilden Gebäude für Hochschulen, die Polizei, die Justiz und den Justizvollzug sowie die Finanzverwaltung des Landes. Der BLB NRW realisiert zudem Sonderbauprogramme wie z. B. das Hochschulmodernisierungsprogramm (HMoP), das Hochschulkonsolidierungsprogramm (HKoP) oder das Justizvollzugsmodernisierungsprogramm (JVMoP).

### Verwerten
Nicht mehr benötigte Immobilien werden durch Verkauf – oft mit Auflagen zur Errichtung geförderten Wohnraums – verwertet.

### Bundesbau
Darüber hinaus plant, baut und unterhält der BLB NRW in Nordrhein-Westfalen in Zusammenarbeit mit der Oberfinanzdirektion NRW auch für die Bundeswehr, die NATO, ausländischen Streitkräfte wie auch für den Bund zivil. Hier drunter fallen u. a. das Technische Hilfswerk, der Zoll wie auch das Wasserstraßen Schifffahrtsamt. Hier ist der BLB NRW ausführender Bauherr im Auftrag der Bundesrepublik Deutschland und nicht Eigentümer oder Vermieter. Die Bauabteilung der Oberfinanzdirektion NRW hat für diesen die Fachaufsicht über den BLB NRW. Den Rückgriff des Bundes auf die Bauorgane des Landes bezeichnet man als Organleihe.

## Leitung und Aufsicht
Geschäftsführer des Bau- und Liegenschaftsbetriebes NRW sind Gabriele Willems, Marcus Hermes und Dirk Behle. Die Dienstaufsicht über den BLB NRW führt das Ministerium der Finanzen des Landes Nordrhein-Westfalen. Die Fachaufsicht ist geteilt und liegt für den Bundesbau bei der Oberfinanzdirektion NRW und für den Landesbau bei dem Ministerium der Finanzen des Landes Nordrhein-Westfalen. Das Ministerium bestellt darüber hinaus die Mitglieder des Verwaltungsrates, der den Minister und die Geschäftsführung des BLB NRW bei der Gesamtsteuerung des Betriebes berät und unterstützt. Wichtige Entscheidungen der Geschäftsführung bedürfen der Zustimmung des Verwaltungsrates. Mitglieder des neunköpfigen Verwaltungsrates sind die Staatssekretäre aus den Landesministerien für Finanzen, Bauen und Wirtschaft, fünf externe Immobilienexperten sowie ein nicht stimmberechtigter Arbeitnehmervertreter.

## Immobilien
Im Eigentum des BLB NRW befinden sich rund 4100 Gebäude. Daneben verwaltet der Betrieb einige Sonderliegenschaften, die sich nicht in seinem Besitz befinden. Neben solchen Spezial-Immobilien (z. B. alte Kirchengebäude) ist der BLB NRW für historische Gebäude zuständig. Zudem besitzt und/oder betreut er baulich z. B. Bürogebäude, Behörden und Ministerien, Polizeiwachen, Justizvollzugsanstalten, Forschungsgebäude, Kasernen und Hochschulbauten. Darüber hinaus baut der BLB NRW auch für die Bundeswehr, NATO und die ausländischen Streitkräfte im Land.
Beispiele für Bauprojekte des BLB NRW sind:
- Neubau für die Fachhochschule Düsseldorf
- Neubau des Justizzentrums Bochum
- Bau der Hochschule Rhein-Waal in Kamp-Lintfort
- Neubau Polizeipräsidium Mönchengladbach
- Sanierung des Hauptgebäudes der Universität Bielefeld
- Neubau des Finanzamts Gelsenkirchen
- Sanierung ehemaliges Hauptzollamt Aachen für die Bundespolizei
- Ruhr-Universität Bochum, Neubau der Gebäude IA, IB, GD, ZGH und ProDi
- Sporthochschule Köln, Neubau „Nawi-Medi“ und Sanierung Institutsgebäude 1
- Neubau für das Landesarchiv NRW
- Neubau Polizeiwache Marsberg
- RWTH Aachen Campus, diverse Forschungszentren
- Sanierung Amts- und Landgericht Duisburg
- Sanierung der Flugbetriebsflächen NATO-Air-Base Geilenkirchen
- Neubau für die Sicherungsverwahrung in der JVA Werl

## Kritik
Eine Untersuchung des Landesrechnungshofes Düsseldorf führte 2011 zu Ermittlungen der Schwerpunktstaatsanwaltschaft in Wuppertal gegen Mitarbeiter des BLB NRW. Im Zentrum der Ermittlung stehen überteuerte Grundstücksankäufe des BLB NRW und daraus resultierende Korruptionsvorwürfe. Im Juli 2015 erhob die Staatsanwaltschaft Wuppertal Anklage, unter anderem gegen den Ex-BLB-Chef Ferdinand Tiggemann, wegen des Verdachts der Untreue und Bestechlichkeit. Im Februar 2017 verurteilte das Landgericht Düsseldorf Tiggemann zu mehr als sieben Jahren Haft. Tiggemann hatte laut Hafturteil über Jahre hinweg als BLB-Chef sein Insiderwissen über landeseigene Bauprojekte in Nordrhein-Westfalen zur eigenen Bereicherung genutzt. Über einen Strohmann habe er Grundstücke, die das Land erwerben wollte, für hohe Summen ankaufen lassen – so dass der BLB danach weit mehr zahlen musste, um die Bauprojekte nicht zu gefährden. An der Differenz soll Tiggemann maßgeblich mitkassiert haben. Tiggemann wurde unmittelbar nach dem Urteil noch im Gerichtssaal verhaftet. Das Urteil war im April 2018 rechtskräftig.
Im August 2015 stellte der BLB NRW selbst Strafanzeige gegen ehemalige Verantwortliche wegen Grundstücksgeschäften rund um den Campus West in Aachen. Das Erweiterungsgelände „Campus West“ geriet ins Visier der Staatsanwaltschaft Wuppertal, da der gezahlte Kaufpreis von über 50 Millionen Euro angesichts von Altlasten auf dem Grundstück überhöht erschien. Im Juni 2018 erwarb die RWTH Aachen das Areal vom BLB NRW. Über den Kaufpreis, der durch ein Wertgutachten ermittelt wurde, wurde Stillschweigen vereinbart.
In der 15. Wahlperiode hat es einen Untersuchungsausschuss zum BLB NRW gegeben, der wegen Neuwahlen endete und in der 16. Legislaturperiode wieder aufgenommen wurde.
Der Parlamentarische Untersuchungsausschuss des NRW-Landtags beschäftigte sich mit Fragen – größtenteils zu Grundstücksgeschäften und Entscheidungsprozessen – beim Landesarchiv Nordrhein-Westfalen in Duisburg, dem Polizeipräsidium Köln in Köln-Kalk, dem Schloss Kellenberg, dem Landesbehördenhaus in Bonn, dem Vodafone-Hochhaus in Düsseldorf sowie einem geplanten Neubau für die Fachhochschule Köln. Nach Brand in Schloss Kellenberg im Kreis Düren am 1. April 1992 wurde die Ruine Anfang 2009 für zwei Millionen Euro sowie weitere Grundstücke im Umfeld für 1,1 Millionen Euro vom Bau- und Liegenschaftsbetrieb NRW (BLB) erworben. Beim Bau des Landesarchivs in Duisburg beschäftigte sich der Ausschuss mit explodierenden Kosten (200 Millionen Euro statt der ursprünglich angekündigten 52 Millionen Euro). Nach Angaben des BLB NRW sah der erste Investitionsbeschluss seines Verwaltungsrates aus dem Jahr 2008 bereits Baukosten in Höhe von rund 140 Millionen Euro vor.
In einem Sonderbericht zur Haushalts- und Wirtschaftsführung beim BLB NRW fordert der Landesrechnungshof Nordrhein-Westfalen 2018 unter anderem eine flexiblere Finanzierungs- und Investitionssteuerung und eine Weiterentwicklung der strategischen Planungs- und Controllinginstrumente. Bereits in der vorangegangenen Wahlperiode hatte es ebenfalls einen Untersuchungsausschuss zum BLB NRW gegeben, der wegen Neuwahlen endete und in der neuen Legislaturperiode wieder aufgenommen wurde. Eine ganzheitliche strategische Planung des Landes-Immobilienmanagements nach Kundengruppen sowie ein neues System zur Mietkalkulation und eine Neufestsetzung der Bestandsmieten. Die Erkenntnisse des Landesrechnungshof Nordrhein-Westfalen fußen auf einer Untersuchung von 125 Investitionsvorhaben des BLB NRW aus den Jahren 2012 und 2015.
Unter anderem kam es bei den Großprojekten Hochschule für Gesundheit, Universitätsklinikum Düsseldorf und Hochschule Bielefeld im Zusammenhang mit dem Gebäudeausrüster Imtech zu Verzögerungen beim Bau. Der CDU-Abgeordnete Christian Haardt kritisierte 2015: „Bei der HSG muss man sich insbesondere fragen, wie es sein kann, dass ein Unternehmer, das sich bei anderen BLB-Großvorhaben erwiesenermaßen nicht bewährt hat, bei der Auftragsvergabe erneut zum Zuge kommen konnte.“ Haardt befürchte „unabsehbare Kosten“. Die Firma Imtech steht in Verdacht vorsätzlich die Fertigstellung von Projekten zu verzögern, um bei Nachverhandlungen höhere Preise zu erzielen. 2014 kündigte der BLB NRW einen Großteil seiner Verträge mit dem Unternehmen.
Der zu Baubeginn vorgesehene Fertigstellungstermin des Bochumer Justizzentrums Ende 2015 muss um ein Jahr verschoben werden. Der Kostenrahmen wird um mindestens 38 Millionen Euro überschritten. Die Kosten sind unter anderem durch Firmeninsolvenzen, Umplanungen und Vergabebeschwerden angestiegen.

## Neuausrichtung
In ihren Schlussbemerkungen zu den Feststellungen zur Haushalts- und Wirtschaftsführung beim BLB NRW halten die Prüfer des Landesrechnungshof 2018 fest, dass der BLB NRW ihre Einschätzungen teile und entsprechende Maßnahmenpakete angekündigt habe, soweit die geforderten Neujustierungen innerbetrieblich umgesetzt werden können. Darüber hinaus hat am 11. September 2018 das NRW-Landeskabinett übergeordnete, strukturelle Veränderungen beschlossen, um einen „[...]Systemwechsel im Immobilienmanagement des Landes“ einzuleiten, wie Minister der Finanzen Lutz Lienenkämper äußerte. „Diese Erkenntnis stimmt im Übrigen auch überein mit der internen Analyse des BLB, der bereits erste wichtige Schritte eingeleitet hat. Diesen Weg führt die Landesregierung nun weiter“, so der Minister weiter.
Zu den Kernpunkten des Beschlusses gehören:
- Festlegung von Standards für Wirtschaftlichkeitsuntersuchungen
- Feste Baubudgets für die Ministerien
- Abschaffung der starren Bau- und Mietliste
- Eine Milliarde zusätzlich bis 2022 für den Abbau des Sanierungsstaus

Die letzte größere Reform des BLB NRW war 2014 von der damaligen rot-grünen Landesregierung verabschiedet worden. Mit dem Beschluss von sogenannten Eckpunkten leitete sie die 2. Stufe der damaligen Neuausrichtung ein, die 2010 mit der Entlassung des Geschäftsführers Ferdinand Tiggemann begonnen hatte.
Seit 2011 weist der BLB NRW Ergebnisse aus.

## Weiterführende Informationen
- Finanzministerium des Landes Nordrhein-Westfalen
- Nordrhein-Westfälische Hochschulbau- und Finanzierungsgesellschaft
- Public-Real-Estate-Management